# Violett Beane
Violett Beane (San Petersburgo, Florida; 18 de mayo de 1996) es una actriz de cine y televisión estadounidense. Es conocida por interpretar a Jesse Quick en la serie de televisión The Flash.

## Carrera
Beane interpreta a Jesse Quick en la segunda y tercera temporada de la serie de superhéroes The Flash.
Beane también ha desempeñado el papel de Bethany en el thriller Flay, dirigido por Eric Pham. Además interpretó el papel de Lindsay en la película de comedia Slash, dirigida por Clay Liford.

## Filmografía

### Cine
| Año  | Título        | Papel          | Notas      |
| ---- | ------------- | -------------- | ---------- |
| 2016 | Slash         | Lindsay        |            |
| 2016 | Tower         | Claire Wilson  | Documental |
| 2017 | Flay          | Bethany        |            |
| 2018 | Verdad o reto | Markie Cameron |            |

### Televisión
| Año       | Título                   | Papel                   | Notas        |
| --------- | ------------------------ | ----------------------- | ------------ |
| 2015      | The Leftovers            | Taylor                  | 5 episodios  |
| 2015–2018 | The Flash                | Jesse Wells/Jesse Quick | 21 episodios |
| 2016      | Chicago P.D.             | Maya Collins            | 1 episodio   |
| 2018      | The Resident             | Lily Kendall            | 8 episodios  |
| 2018      | DC's Legends of Tomorrow | Jesse Wells             | 1 episodio   |
| 2018–2020 | God Friended Me          | Cara Bloom              | 42 episodios |